# Tewara
Tewara is een monotypisch geslacht van straalvinnige vissen uit de familie van de zandduikers (Creediidae).

## Soort
- Tewara cranwellae